# Stadion Nauka w Iwano-Frankiwsku
Stadion „Nauka” (ukr. Стадіон «Наука») – wielofunkcyjny stadion w Iwano-Frankiwsku na Ukrainie. Domowa arena klubu Czornohora-Nika Iwano-Frankiwsk.

## Historia
Stadion Sokół w Stanisławowie został zbudowany w 1914 roku przed rozpoczęciem pierwszej wojny światowej i prezentował miejscowe Towarzystwo Sportowe o tej samej nazwie. Z przyjściem wojsk radzieckich we wrześniu 1939 na stadionie od 1940 do 1951 roku występowała drużyna Dynamo Stanisławów, również stadion zmienił nazwę na Dynamo (ukr. «Динамо»). W latach 1960–1991 stadionem zarządzał inny właściciel – miejscowy Zakład Budowy Urządzeń (ukr. приладобудівний завод) i na nim swoje mecze rozgrywała zakładowa drużyna Ełektron Iwano-Frankiwsk (nazywała się również Ekran, Pryład). Stadion otrzymał nazwę Ełektron (ukr. «Електрон»). Stadion zapisał się do historii tym, że pierwsze trzy sezony w Wyższej Lidze Ukrainy (1992, 1994/95, 1995/96) na stadionie rozgrywała swoje mecze domowe główna piłkarska drużyna Prykarpattia Iwano-Frankiwsk, która w latach 1989-1996 występowała na nim, tak jak główna arena Stadion Ruch w tamtym czasie była rekonstruowana. W sezonie 1992 dziewięć meczów zobaczyło średnio 7278 widzów, a w 1994/95 – 7029 widzów (17 meczów), w 1995/96 – 6185 tys. widzów (17 meczów) oraz na początku 1996/97 – 4,1 tys. widzów (5 meczów). Na początku XXI wieku stadion zmienił nazwę na Nauka, a właścicielem został Podkarpacki Uniwersytet im. Wasyla Stefanyka. Na stadionie rozgrywają swoje mecze drużyny studenckie Uniwersytetu i pobliskiego Technikum Wychowania Fizycznego. Stadion może pomieścić 7 820 widzów, w tym 250 siedzeń indywidualnych.